# President's Cup 2023
Il President's Cup 2023 è stato un torneo di tennis professionistico maschile e femminile. È stata la 17ª edizione per gli uomini, facente parte della categoria Challenger 50 dell'ATP Challenger Tour 2023, con un montepremi di 50 000 $. È stata la 14ª edizione del torneo per le donne, facente parte della categoria W25 nell'ambito dell'ITF Women's World Tennis Tour 2023, con un montepremi di 25 000 $. Il torneo maschile si è disputato dal 24 al 30 luglio 2023 mentre il torneo femminile si è disputato dal 31 luglio al 6 agosto. Entrambi i tornei si sono giocati sui campi in cemento del National Tennis Centre di Astana in Kazakistan.

## Torneo maschile

### Teste di serie
| Nazionalità | Giocatore        | Ranking* | Testa di serie |
| ----------- | ---------------- | -------- | -------------- |
| Kazakistan  | Michail Kukuškin | 223      | 1              |
| Zimbabwe    | Benjamin Lock    | 314      | 2              |
| Kazakistan  | Denis Yevseyev   | 328      | 3              |
| Kazakistan  | Dmitrij Popko    | 335      | 4              |
| Polonia     | Filip Peliwo     | 339      | 5              |
| Turchia     | Yankı Erel       | 355      | 6              |
| Stati Uniti | Alafia Ayeni     | 399      | 7              |
| Georgia     | Saba Purtseladze | 433      | 8              |

* Ranking al 17 luglio 2023.

### Altri partecipanti
I seguenti giocatori hanno ricevuto una wild card per il tabellone principale:
- Koray Kırcı
- Timur Maulenov
- Islam Orynbasar

Il seguente giocatore è entrato in tabellone con il ranking protetto:
- Evgenii Tiurnev

Il seguente giocatore è entrato in tabellone come alternate:
- Zura Tkemaladze

I seguenti giocatori sono passati dalle qualificazioni:
- Karan Singh
- Evgeny Philippov
- Alexander Zgirovsky
- Niki Kaliyanda Poonacha
- Sidharth Rawat
- Jahor Herasimaŭ

## Torneo femminile

### Teste di serie
| Nazionalità | Giocatrice           | Ranking* | Testa di serie |
| ----------- | -------------------- | -------- | -------------- |
|             | Anastasija Zacharova | 233      | 1              |
|             | Ekaterina Maklakova  | 406      | 2              |
|             | Polina Iatcenko      | 424      | 3              |
|             | Aliona Falei         | 460      | 4              |
|             | Elena Pridankina     | 480      | 5              |
| Giappone    | Haruna Arakawa       | 488      | 6              |
| Giappone    | Erika Sema           | 497      | 7              |
| India       | Vaidehi Chaudhari    | 502      | 8              |

* Ranking al 24 luglio 2023.

### Altre partecipanti
Le seguenti giocatrici hanno ricevuto una wildcard per il tabellone principale:
- Dana Baidaulet
- Asylzhan Arystanbekova
- Sonja Zhiyenbayeva
- Zhanel Rustemova

Le seguenti giocatrici sono passate dalle qualificazioni:
- Daria Zelinskaya
- Elizaveta Shebekina
- Yekaterina Dmitrichenko
- Aglaya Fedorova
- Anastasiya Krymkova
- Zlata Saurasava
- Tatyana Nikolenko
- Ariana Gogulina

La seguente giocatrice è entrata in tabellone come lucky loser:
- Prathyusha Rachapudi

## Campioni

### Singolare maschile
Denis Yevseyev ha sconfitto in finale  Khumoyun Sultanov con il punteggio di 7–5, 2–6, 6–4.

### Singolare femminile
Polina Iatcenko ha sconfitto in finale  Aliona Falei con il punteggio di 6–3, 6–3.

### Doppio maschile
S D Prajwal Dev /  Niki Kaliyanda Poonacha hanno sconfitto in finale  Toshihide Matsui /  Kaito Uesugi per 6–3, 7–6(4).

### Doppio femminile
Haruna Arakawa /  Erika Sema hanno sconfitto in finale  Shrivalli Rashmikaa Bhamidipaty /  Vaidehi Chaudhari con il punteggio di 6(6)–7, 6–3, [10–5].